# Adaure (paroisse civile)
Pour les articles homonymes, voir Adaure.
Adaure est l'une des neuf paroisses civiles de la municipalité de Falcón dans l'État de Falcón au Venezuela. Sa capitale est Adaure.

## Géographie
La paroisse civile abrite deux seules localités, sa capitale Adaure, et San Carlos, à laquelle elle n'est reliée que par une route qui transite par San José de Cocodite dans la paroisse civile voisine de Pueblo Nuevo.